# Resurgam
Resurgam est une planète du cycle de fiction d’Alastair Reynolds, située dans le système de Delta Pavonis.
Cette planète apparait dans le premier ouvrage de la saga, L'Espace de la révélation. Une colonie humaine y fut implantée, notamment par Dan Sylveste, à des fins de fouilles archéologiques concernant les anciens habitants de la planète : les Amarantins.
La colonie humaine est par la suite coupée du reste de l’Humanité par une révolte. Les insurgés quittent la planète avec les seuls moyens de transport disponibles alors. De nombreux bouleversements politiques secouent alors la colonie, divisée sur de nombreux sujets comme la terraformation de Resurgam. Ces évènements sont racontés dans L'Espace de la révélation mais également dans le 3 livre du cycle, L'Arche de la rédemption.
En latin, resurgam signifie « je me redresserai ».